# Diergausowo
Diergausowo (ros. Дергаусово) – wieś (sieło) w Rosji, w obwodzie nowosybirskim, w rejonie toguczyńskim. W 2010 liczyła 469 mieszkańców.